# Governo Deodoro da Fonseca

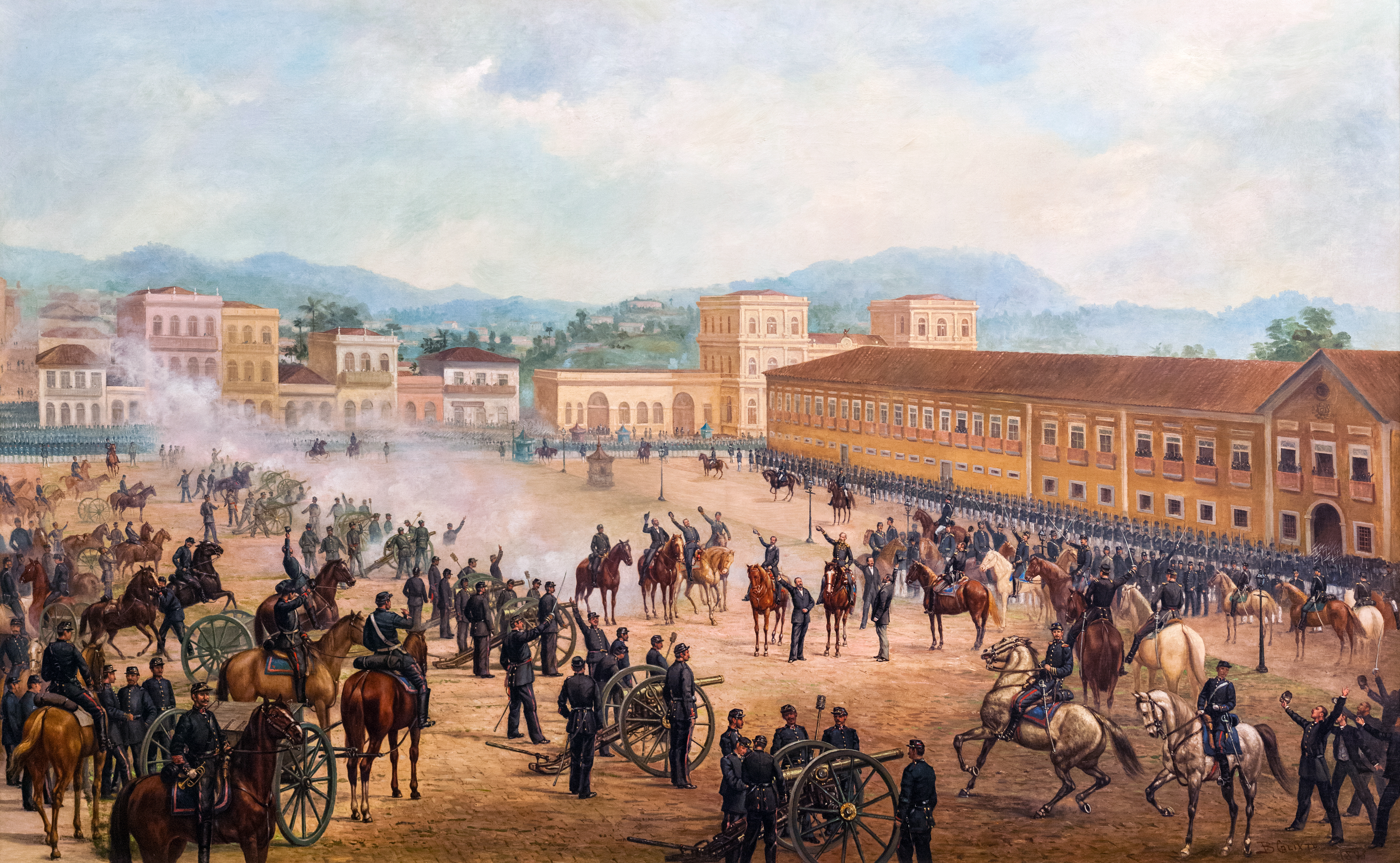
A Proclamação da República

O Governo Deodoro da Fonseca (1889-1891) equivale ao período da história do Brasil, em que o Marechal Manuel Deodoro da Fonseca governou o país, desde a Proclamação da República em 15 de novembro de 1889 até sua renúncia em 23 de novembro de 1891. Seu governo é marcado pela instabilidade política e pela crise econômica conhecida como Crise do Encilhamento, e também por revoltas militares como a Revolta da Armada. Sucedeu ao Gabinete Ouro Preto, o último gabinete do período monárquico. 
Durante esse período todas as instituições políticas do Império são abolidas, a Constituição de 1824 é substituída pela Constituição de 1891, ocorre a separação da igreja e do Estado e eleições indiretas são convocadas para a escolha do primeiro presidente constitucional, já que até a promulgação da constituição republicana existia o chamado Governo Provisório, sendo que em ambos os governos, Deodoro da Fonseca foi o presidente.
Durante o Governo Deodoro da Fonseca, foi registrado um crescimento de 20,2% do PIB (média de 10,1%), apesar da crise financeira. Deodoro da Fonseca assumiu com a inflação em 1,1% e entregou a 89,9%.

## A Proclamação da República
No Rio de Janeiro, os republicanos insistiram que o marechal Deodoro da Fonseca, um monarquista, liderasse o movimento golpista que substituiria a monarquia pela república. Depois de muita insistência dos republicanos, Deodoro da Fonseca concordou em liderar o movimento militar. De acordo com relatos históricos, em 15 de novembro de 1889, comandando algumas centenas de soldados percorrendo as ruas do Rio de Janeiro, o Marechal Deodoro, bem como uma grande parte dos militares, pretendia apenas derrubar o então Chefe do Gabinete Imperial (equivalente ao Primeiro Ministro), o Visconde de Ouro Preto. "Os principais culpados de tudo isso [a proclamação da República] são o conde de Eu e o visconde de Ouro Preto: o último a perseguir o Exército e o primeiro a consentir nessa perseguição", escreveu Deodoro mais tarde.
O golpe militar, marcado para 20 de novembro de 1889, tinha que ser antecipado. No dia 14, os conspiradores divulgaram boatos de que o governo prendera Benjamin Constant Botelho de Magalhães e Deodoro da Fonseca. Mais tarde confirmou-se que era mesmo boato. Assim, os republicanos anteciparam o golpe e, nas primeiras horas de 15 de novembro, Deodoro estava disposto a liderar o movimento das tropas do exército que puseram fim ao regime monarquista no Brasil.
Os conspiradores foram para a residência do marechal Deodoro, que estava doente de dispneia, e finalmente o convenceram a liderar o movimento. Aparentemente decisivo para Deodoro era saber que, a partir de 20 de novembro, o novo presidente do Conselho de Ministros do Império seria Silveira Martins, um velho rival. Deodoro e Silveira Martins tinham sido inimigos desde a época em que o marechal havia servido no Rio Grande do Sul, quando ambos lutaram pela atenção da baronesa de Triunfo, uma viúva muito bonita e elegante que, segundo relatos da época, preferiu Silveira Martins. Desde então, Silveira Martins não perdeu a oportunidade de provocar Deodoro no plenário do Senado, insinuando que usurpava fundos e até desafiava sua eficácia como militar.
Além disso, o major Frederico Solon de Sampaio Ribeiro disse a Deodoro que um suposto mandado de prisão havia sido expedido contra ele, um argumento falso que finalmente convenceu o velho marechal a proclamar a República no dia 15 e exilar a Família Imperial à noite, para evitar uma eventual comoção popular.
Convencido de que seria preso pelo governo imperial, Deodoro deixou sua residência na madrugada de 15 de novembro e atravessou o Campo de Santana e, do outro lado do parque, os soldados do batalhão de lá, onde agora se encontra o Palácio do Duque de Caxias, rebelam-se contra o governo. Eles oferecem um cavalo ao marechal, que o montou e, segundo o testemunho, tirou o chapéu e proclamou "Viva a República!" Então ele desceu, atravessou o parque novamente e voltou para sua residência. A manifestação continuou com um desfile de tropas na rua Direita até o Palácio Imperial. Estudos recentes indicam que o Marechal Deodoro gritou "Viva Sua Majestade, o Imperador!" no entanto, até então ele estava convencido a testemunhar ao gabinete, não a proclamar a república, e só o fez quando foi falsamente dito que seu rival assumiria a posição.

## O Governo Provisório

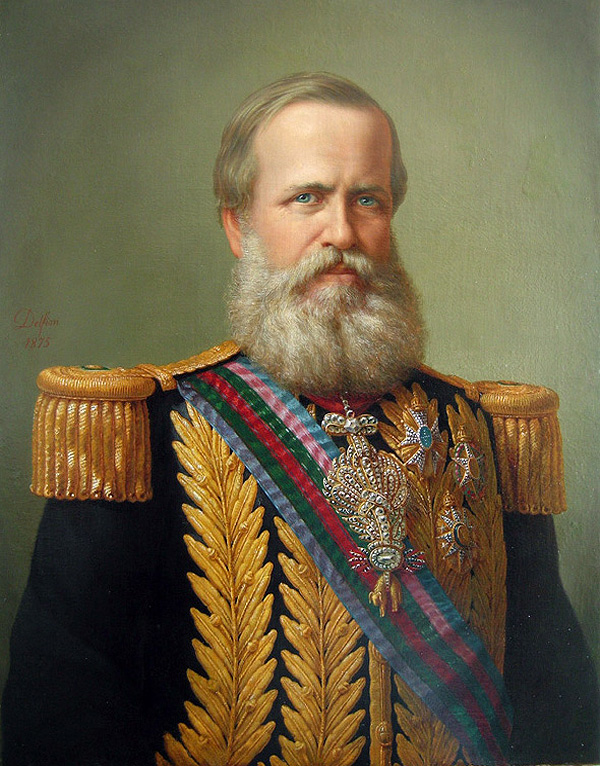
Dom Pedro II, era o imperador do Brasil quando ocorreu o golpe de estado em 1889

Na noite de 15 de novembro de 1889, foi constituído o Governo Provisório da República recém-proclamada, tendo como chefe o marechal Deodoro, com poderes ditatoriais. O ministério foi composto de republicanos históricos, como Campos Sales, Benjamin Constant e Quintino Bocaiuva, e de liberais da Monarquia que aderiram de primeira hora ao novo regime, como Rui Barbosa e Floriano Peixoto. Todo o ministério era membro da maçonaria brasileira. Deodoro foi o 13º Grão-Mestre do Grande Oriente do Brasil, eleito em 19 de dezembro de 1889 e empossado em 24 de março de 1890.

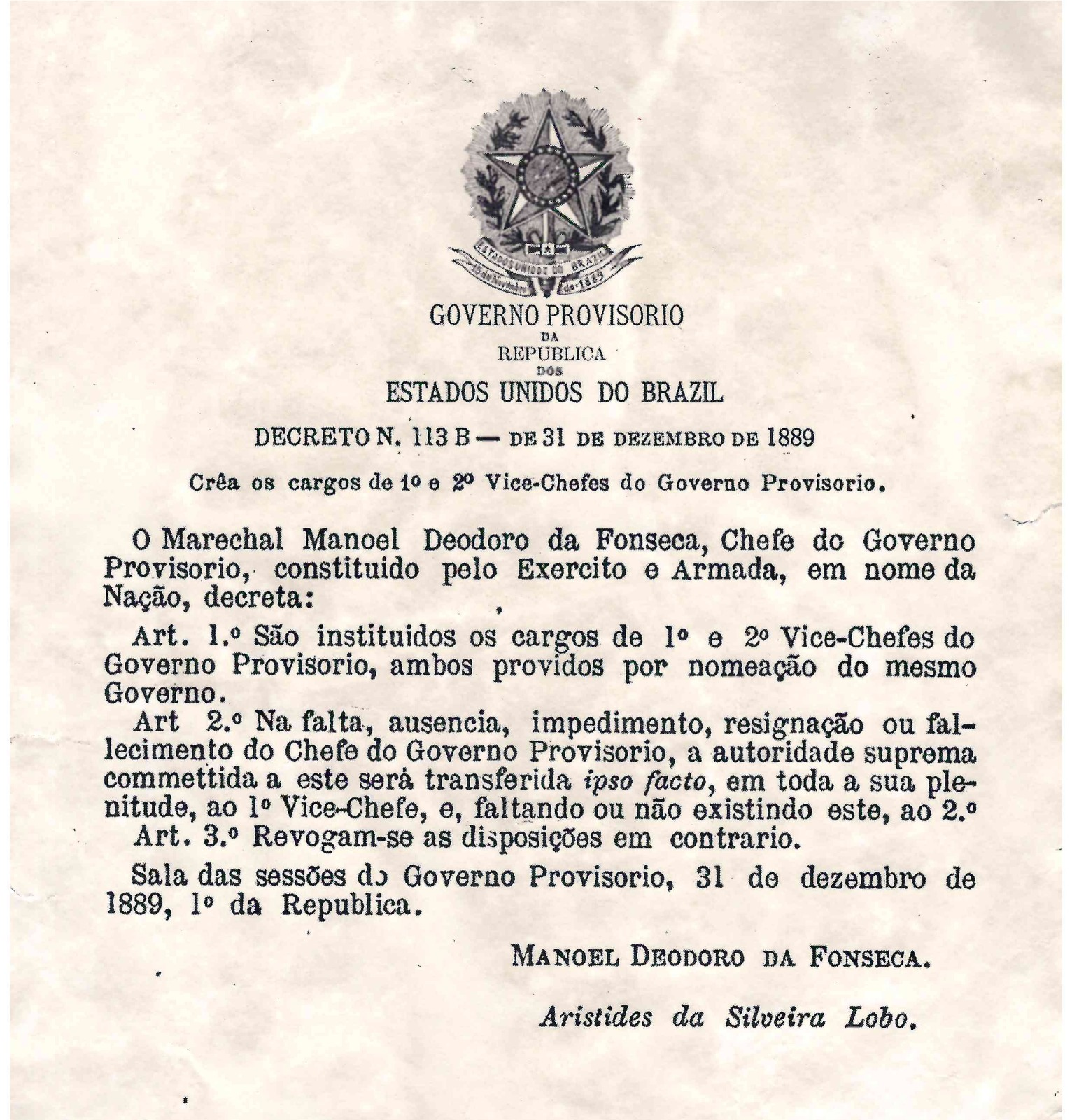
Ato do governo Deodoro criando cargos de vice-chefes do governo provisório.

O primeiro ato do novo governo foi dirigir uma proclamação ao país, anunciando a mudança de regime e procurando justificá-la. Pelo Decreto nº 1 foi adotada, a título provisório, a república federativa como forma de governo da nação brasileira, até que resolvesse a respeito na Assembleia Nacional Constituinte que seria convocada. As províncias do extinto Império brasileiro foram transformadas em Estados federados.
De todas as províncias, chegaram, logo, manifestações de adesão ao novo regime, quase sempre da parte dos velhos partidos monárquicos. Destarte, a República foi estabelecida em todo o país praticamente sem lutas, salvo no Estado do Maranhão, em que antigos escravos tentaram esboçar uma reação, correndo às ruas da capital com a bandeira do Império e dando vivas à Princesa Isabel. Foram dispersos pelo alferes Antônio Belo, com o saldo de três mortos e alguns feridos. Os três negros, de que a História não guardou os nomes, foram os únicos mortos da Proclamação da República no Brasil.
Em 16 de novembro, Deodoro mandou uma mensagem ao imperador destronado, intimando-o a deixar o país juntamente com a família imperial brasileira, dentro de 24 horas, e oferecendo-lhe a quantia de 5 mil contos de réis para seu estabelecimento no exterior. Dom Pedro II de Bragança recusou a oferta, e partiu na madrugada de 17 de novembro para Portugal, pedindo somente um travesseiro com terras do Brasil, para repousar a cabeça quando morresse.

A Bandeira Provisória da República, embora nunca oficializada

A Bandeira da República

O Brasão de Armas republicano adotado em 1889

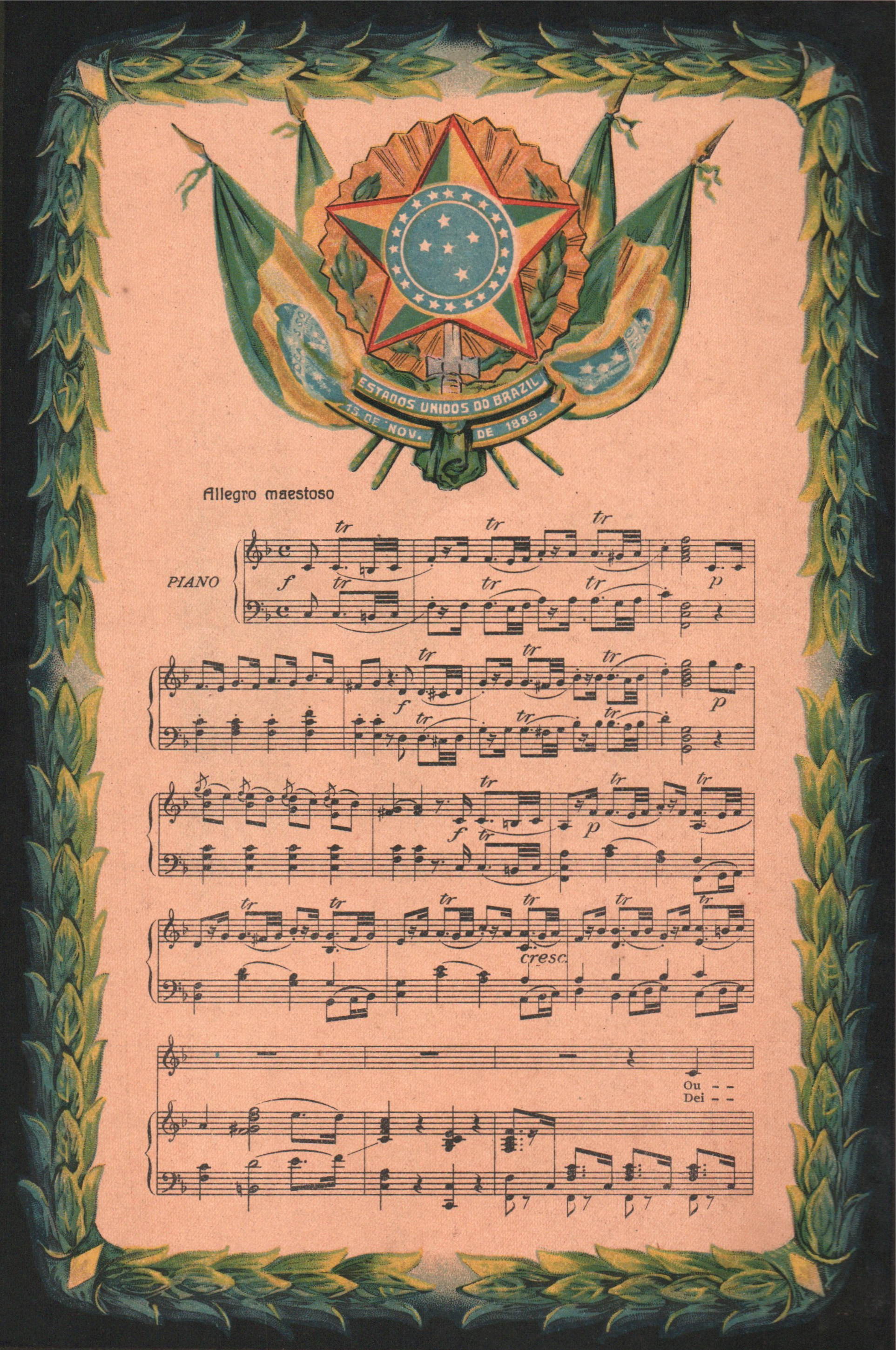
Partitura do Hino Nacional Brasileiro que foi oficializado em 1922 (Ornamento de Teodoro Braga, 1922.

### Os Novos Símbolos Nacionais

#### A Bandeira da República
Na manhã do dia 19 de novembro, o marechal recebia em sua casa alguns republicanos, liderados por Lopes Trovão, os quais iam submeter, já como fato consumado, à sua apreciação, o projeto da nova bandeira do Brasil. Deodoro, porém, desejava manter a antiga Bandeira Imperial, dela retirando apenas a coroa, e considerou a bandeira que lhe fora apresentada por Lopes Trovão como um arremedo grosseiro da bandeira dos Estados Unidos. Os republicanos insistiram que só restava a Deodoro oficializar a bandeira por eles apresentada, pois a mesma já tremulava em alto-mar, no mastro do Alagoas, navio que conduzia o imperador deportado ao exílio. Irritado, o marechal deu um soco na mesa, exclamando: Senhores, mudamos o regime, não a Pátria! Nossa bandeira é reconhecidamente bela e não vamos mudá-la de maneira nenhuma!
Os republicanos ficaram sem resposta e a sua bandeira foi, posteriormente, para o Museu da Marinha, ficando conhecida como a "bandeira provisória da República", embora nunca tenha sido oficializada. Diante da decisão inflexível de Deodoro, foram mantidos, na bandeira nacional, o losango amarelo no retângulo verde, da antiga bandeira do Império, substituindo-se as armas da monarquia por uma esfera celeste, tendo, ao centro, o Cruzeiro do Sul, e cortada por uma faixa branca, com o mote Ordem e Progresso. A bandeira foi desenhada por Teixeira Mendes, presidente do Apostolado Positivista do Brasil, com o auxílio de Miguel Lemos e do professor de astronomia Manuel Pereira Reis.
Na tarde daquele 19 de novembro, o Chefe do Governo Provisório baixou o Decreto nº 4, oficializando a bandeira nacional. A exposição de motivos do Decreto considerava que as cores verde e amarelo, "independentemente da forma de governo, simbolizam a perpetuidade e integridade da Pátria entre as outras nações".

#### O Brasão da República
Quando ocorreu a Convenção de Itu, em 1873, foi adotado, como símbolo do Clube Republicano, o brasão imperial encimado por barrete frígio, outro símbolo republicano que remonta à Revolução Francesa.
Por sua vez, as armas nacionais adotadas pelo regime republicano mantiveram muito do antigo brasão imperial. Substitui-se a cruz da Ordem de Cristo pelo Cruzeiro do Sul e a esfera armilar pelo círculo azul que também representa a esfera celeste; mantiveram-se os ramos de café e fumo, além do listel com as estrelas a representar as unidades territoriais que compõem a nação. A fita vermelha, abaixo, mudou para azul. Foram adicionadas a estrela de cinco pontas, símbolo republicano, e a espada, símbolo militar.
O brasão está presente nas bandeiras presidencial e vice-presidencial do Brasil, na faixa presidencial, na capa da Constituição e da Carteira de Trabalho, dentre outros símbolos e documentos.

#### O Hino Nacional da República
Com o advento da Proclamação da República o mesmo hino monarquista se manteve; uma lenda foi então divulgada até mesmo em livros escolares, onde ao ouvir composições inscritas em concurso o chefe do governo provisório, marechal Deodoro da Fonseca teria declarado "prefiro o velho"; já em outubro de 1888 fora composto um novo hino, para substituir a Marselhesa que até então os republicanos entoavam, após concurso proposto por Silva Jardim - mas o advento do novo regime não permitiu que a composição do farmacêutico Ernesto de Souza tivesse qualquer divulgação; desta forma a 22 de novembro de 1889 foi aberto um novo concurso oficial para escolha do novo hino brasileiro pelo Ministério do Interior, chefiado por Aristides Lobo, e idealizado por José Rodrigues Barbosa: fizeram parte da comissão além do próprio Rodrigues Barbosa, Leopoldo Miguez, Alfredo Bevilacqua, Rodolfo Bernardelli e Rodolfo Amoedo.
O concurso de 1889 previa a participação de músicos "eruditos e populares"; temendo a inserção de ritmos africanos em tal certame, o crítico musical Oscar Guanabarino iniciou uma campanha contrária em 4 de janeiro de 1890, usando dentre outros o pretexto patriótico de que sob o "antigo" hino os militares brasileiros, como o próprio Deodoro, haviam combatido na Guerra do Paraguai; o então major Serzedelo Correia levou este apelo ao próprio Ministro da Guerra, Benjamin Constant, no dia 15 daquele mês, sendo então atendido e o concurso, previsto para ocorrer no dia 20, passou a ser para a escolha do Hino da Proclamação da República, vencido por Leopoldo Miguez: isto foi consagrado no decreto número 171, de 20 de janeiro de 1890. O decreto 171 de 1890 fez com que o governo provisório oficializasse a música, mas não a letra, e sua execução se dava apenas por instrumentos; mesmo esta execução, entretanto, ainda não possuía uniformidade, levando o compositor Alberto Nepomuceno a propor ao presidente Afonso Pena uma reforma do Hino, em 1906.

### Atos do Governo Provisório
Como não havia ninguém para anistiar, o governo republicano resolveu decretar a grande naturalização, em 14 de dezembro de 1889, pela qual passariam a ser brasileiros todos os estrangeiros residentes no país que não manifestassem, no prazo de seis meses, o propósito de conservar a respectiva nacionalidade.
Em 18 de dezembro de 1889, houve um motim no 2º Regimento de Artilharia Montada. Era um sintoma da indisciplina militar que se seguiu ao golpe que proclamou a república. Embora não se tenha demonstrado qualquer relação do motim com elementos monarquistas, o Governo acusou-os de maquinarem o levante, decretando o banimento do Visconde de Ouro Preto, de seu irmão Carlos Afonso de Assis Figueiredo e de Gaspar da Silveira Martins.
Também a imprensa foi acusada de insuflar perturbações contra o regime. Assim, por um decreto de 23 de dezembro, resolveu-se instituir a censura e suprimir a liberdade de imprensa, criando uma junta, composta só de militares, incumbida de julgar sumariamente os que fossem acusados de abusos no exercício do jornalismo. Historiadores afirmam que o Governo Provisório republicano foi a primeira ditadura militar do Brasil.
Em 7 de janeiro de 1890, foi decretada a separação entre a Igreja e o Estado. Por um decreto de Deodoro, o Brasil deixou de ser um país oficialmente católico, apesar de o catolicismo ser professado pela quase totalidade do povo brasileiro, na época. Foi, também extinto o padroado, ou seja, a intervenção do Estado nos assuntos da Igreja.
Em 15 de janeiro de 1890, Deodoro foi aclamado, pelas tropas, Generalíssimo de Terra e Mar, tornando-se, assim, o único oficial-general de seis estrelas no Brasil. Por decreto de 25 de maio, todos os ministros civis receberam a patente de general-de-brigada.
Em 23 de janeiro do mesmo ano, foi institucionalizado o casamento civil, ficando, sem efeitos jurídicos, o matrimônio religioso. Também foi instituído o registro civil, proibido o ensino de religião nas escolas públicas e secularizados os cemitérios.
Por iniciativa do Ministro da Guerra, Benjamin Constant, foi reformado o ensino militar, de modo a receber nítida influência da doutrina positivista. Entrando Benjamin em grave divergência com Deodoro, foi transferido para a recém-criada pasta da Instrução Pública, Correios e Telégrafos, o que significou, de fato, a sua morte política. Para substituí-lo no Ministério da Guerra, foi nomeado o marechal Floriano Peixoto.
Em 11 de outubro de 1890, foi promulgado o Código Penal dos Estados Unidos do Brasil, que extinguia a pena de morte, em tempo de paz, no Brasil.
A maioridade penal obedecia a um "critério biopsicológico": eram inimputáveis os menores de nove anos de idade; dos nove aos catorze anos o juiz deveria averiguar se o infrator tinha "discernimento" quando praticou o ato; era o que dizia o artigo 27: " Os maiores de 9 e menores de 14, que obrarem sem discernimento" "não são criminosos".
Duas correntes republicanas se chocavam dentro do próprio Governo Provisório: a corrente liberal-democrática, que visava a uma República federativa e presidencial, com separação de poderes, nos moldes estadunidenses; e a corrente positivista, que defendia uma ditadura republicana, segundo os princípios do filósofo Auguste Comte. Venceu a corrente liberal-democrática, sustentada por Campos Sales, Rui Barbosa e Prudente de Morais.
Em 17 de janeiro de 1891, houve a última reunião ministerial do Governo Provisório. Nela, tratou-se de uma concessão de garantia de juros para as obras do porto de Torres, no Rio Grande do Sul – concessão que Deodoro prometera a um amigo pessoal. Rui Barbosa, o Ministro da Fazenda, que não pôde comparecer à reunião, mandou seu voto por escrito, absolutamente contrário, tanto a esta como a outras garantias de juros. Os ministros presentes foram todos do mesmo parecer. Deodoro permaneceu irredutível e, quatro dias depois, a 21 de janeiro, aceitava a demissão coletiva do ministério, nomeando, para substituir os ministros demissionários, antigos políticos do regime monárquico, chefiados pelo Barão de Lucena, amigo íntimo de Deodoro.

## A Constituição brasileira de 1891

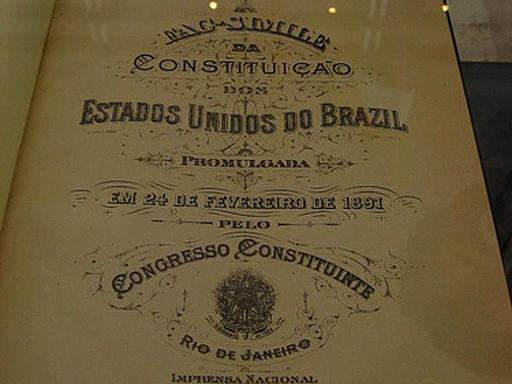
A Constituição da República dos Estados Unidos do Brasil de 1891

Em 3 de dezembro de 1889, o Governo Provisório nomeou uma Comissão especial para elaborar o projeto de Constituição que seria apresentado ao Congresso Constituinte da República. Compunham-na Joaquim Saldanha Marinho, signatário do Manifesto Republicano de 1870, que foi escolhido presidente da Comissão; os republicanos históricos Américo Brasiliense, Francisco Rangel Pestana e os juristas Antônio Luís dos Santos Werneck e José Antônio Pedreira de Magalhães Castro. Iniciados os trabalhos, três foram os anteprojetos que seus membros elaboraram, os quais foram reduzidos a um só, inspirado nas constituições dos Estados Unidos e da Argentina. Foi entregue, em 30 de maio de 1890, ao Governo, que, de 10 a 18 de junho, realizou minuciosa revisão, efetuada em especial por Rui Barbosa, melhorando sua redação e modificando sua estrutura. Em 22 de junho de 1890, era aprovado o projeto dito "do Governo Provisório".
O Congresso Constituinte foi convocado por decreto de 21 de dezembro de 1889, para reunir-se no dia 15 de novembro de 1890. No dia 15 de setembro, realizaram-se as eleições em todos os estados brasileiros.
O Congresso Nacional Constituinte instalou-se, com toda a solenidade, no dia 15 de novembro de 1890, no Paço da Boa Vista, no Rio de Janeiro. O Congresso compunha-se principalmente de pessoal novo na política brasileira: republicanos históricos ou de última hora, muitos militares e alguns remanescentes dos partidos da monarquia, quase sempre discretos ou adesistas entusiastas. Depois de eleger a sua Mesa (sendo eleito presidente do Senado e do Congresso o republicano histórico Prudente de Morais), o primeiro ato do Congresso foi reconhecer os poderes do Governo Provisório, e prorrogá-los até que se promulgasse a nova Constituição.
Houve um acordo geral para que fosse imediatamente votado e aprovado o projeto do Governo. Não se fizeram, pois, alterações significativas, e depois de pouco mais de três meses, em 24 de fevereiro de 1891, foi solenemente promulgada a Constituição republicana.
As principais disposições da nova constituição eram:
- Abolição das instituições monárquicas;
- Os senadores deixaram de ter cargo vitalício;
- Sistema de governo presidencialista;
- As eleições passaram a ser pelo voto direto, mas continuou a ser descoberto (não secreto);
- Os mandatos tinham duração de quatro anos para o presidente, nove anos para senadores e três anos para deputados federais;
- Não haveria reeleição de Presidente e vice para o mandato imediatamente seguinte, não havendo impedimentos para um posterior a esse;
- Os candidatos a voto efetivo seriam escolhidos por homens maiores de 21 anos, à exceção de analfabetos, mendigos das praças, soldados, mulheres, religiosos sujeitos ao voto de obediência.
- Ao Congresso Nacional cabia o Poder Legislativo, composto pelo Senado e pela Câmara de Deputados;
- As províncias passaram a ser denominadas estados, com maior autonomia dentro da Federação;
- Os estados da Federação passaram a ter suas constituições hierarquicamente organizadas em relação à constituição federal;
- A Igreja Católica foi desmembrada do Estado Brasileiro, deixando de ser a religião oficial do país.
- Além disso, consagrava-se a liberdade de associação e de reunião sem armas, assegurava-se aos acusados o mais amplo direito de defesa, aboliam-se as penas de galés, banimento judicial e de morte, instituía-se o habeas-corpus e as garantias de magistratura aos juízes federais (vitaliciedade, inamovibilidade e irredutibilidade dos vencimentos).
- Consagrado artigo especial (Art. 3.°) passando para a União a propriedade de uma área de 14 400 quilômetros quadrados, destinada à transferência da futura capital do Brasil para o Planalto Central.

## Eleição Presidencial de 1891

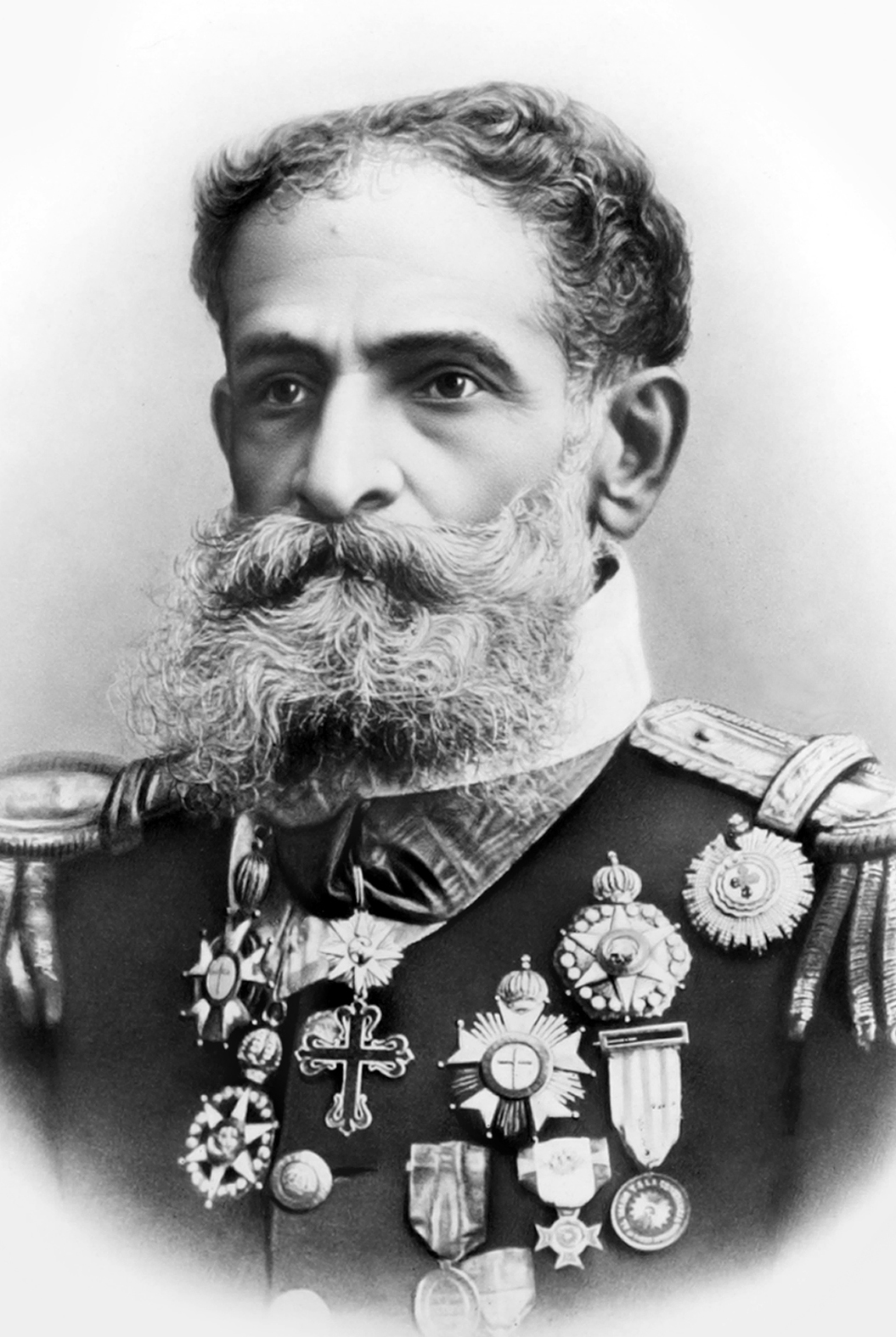
Deodoro da Fonseca venceu as eleições com 129 votos

As disposições transitórias da Constituição de 1891 estabeleceram que a primeira eleição presidencial do Brasil seria feita por via indireta, ou seja, o primeiro presidente eleito do país seria escolhido por um colégio eleitoral formado pelos senadores e deputados da Assembleia Constituinte de 1890.
As eleições efetuaram-se em 25 de fevereiro de 1891, um dia após a promulgação da primeira Constituição da República. O marechal Manuel Deodoro da Fonseca, proclamador da República e chefe do Governo Provisório desde 15 de novembro de 1889, disputou a eleição, tendo o almirante Eduardo Wandenkolk como vice-presidente. O principal adversário da chapa situacionista foi o senador Prudente de Morais, representando o Partido Republicano Paulista, que tinha o marechal Floriano Vieira Peixoto como vice-presidente.
De acordo com historiadores, as eleições transcorreram em clima de tensão, por conta de boatos de que a guarnição militar fecharia o congresso brasileiro caso Deodoro saísse derrotado por Prudente de Morais, tido como o favorito entre a maioria do colégio eleitoral.
Na apuração dos votos para presidente, Deodoro da Fonseca recebeu 129 votos (55,13% do total) dos congressistas, ante os 97 votos (41,45% do total). No entanto, apesar de Deodoro ter vencido a eleição, para vice foi eleito Floriano Peixoto, já que nesta eleição era permitido que candidatos disputassem a presidência e a vice-presidência de forma separada, bem como o mesmo candidato a presidente poderia disputar a vice-presidência.

## O Governo Constitucional

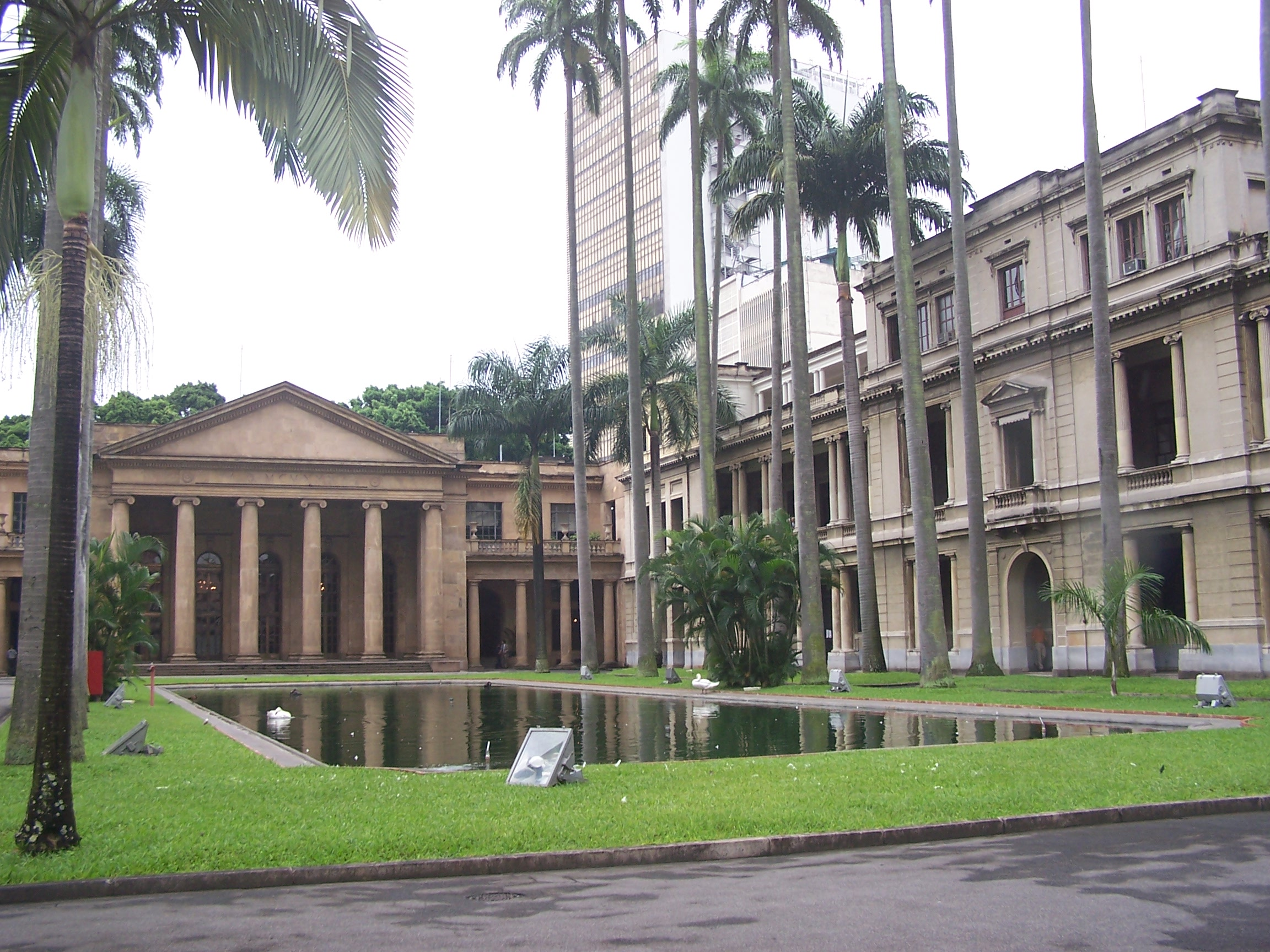
Palácio Itamaraty, sede do Presidente da República até 1897

A fase constitucional do governo de Deodoro da Fonseca foi de 25 de fevereiro a 3 de novembro de 1891, quando Deodoro deu um golpe de estado. Havia, naquele momento histórico, um conflito entre os militares e os políticos civis. Os militares queriam se manter na política e eram favoráveis a uma centralização absoluta e a concentração do poder político, enquanto os civis desejavam a volta dos militares aos quartéis e lutavam por um governo descentralizado e federalista.
Durante sua estadia na presidência, Deodoro foi nomeado Grão-Mestre do Grande Oriente da maçonaria do Brasil.
Os republicanos de São Paulo apoiavam Floriano Peixoto, apesar das tendências centralizadoras deste. Devido ao apoio de São Paulo, os militares ficaram divididos, e isso veio mais tarde a provocar a queda de Deodoro.
Eleito pelo Congresso Nacional (indiretamente), Deodoro iniciou seu mandato sob forte tensão política. Tinha a oposição do Congresso e da população devido à crise econômica.
Tal ato gerou violenta reação, fazendo com que, entre agosto e novembro de 1891, o Congresso tentasse aprovar a "Lei de Responsabilidades", que reduzia os poderes do presidente.
Deodoro contra-atacou a decisão do Congresso e, em 3 de novembro de 1891, decretou a dissolução do Congresso, lançando um "Manifesto à Nação" para explicar as razões do seu ato. Enquanto isso, tropas militares cercaram os prédios do legislativo e prenderam líderes oposicionistas e a imprensa do Distrito Federal foi posta sob censura total, decretando, assim, o estado de sítio no país. Este fato entrou para a história como o Golpe de Três de Novembro e foi o último feito de Deodoro em sua carreira política, pois, alguns dias depois, renunciaria ao mandato de presidente.
A primeira Revolta da Armada ocorreu no dia 23 de novembro de 1891, quando o almirante Custódio de Melo, acionado por Floriano Peixoto, a bordo do Encouraçado Riachuelo, ameaçou bombardear o Rio de Janeiro caso Deodoro não renunciasse. O marechal Deodoro, então, cedeu às pressões e renunciou ao cargo de presidente da República, entregando o poder ao vice-presidente, Floriano Peixoto.

## Gabinete do Governo Provisório
No Governo Provisório, o gabinete ministerial de Deodoro da Fonseca era composto por 8 ministérios:
- Chefe do Governo Provisório — Deodoro da Fonseca
- Ministério da Justiça — Campos Sales
- Ministério da Marinha — Eduardo Wandenkolk
- Ministério da Guerra — Benjamin Constant, Floriano Peixoto e Antônio Nicolau Falcão da Frota
- Ministério dos Negócios Estrangeiros — Quintino Bocaiúva
- Ministério da Fazenda — Rui Barbosa e Tristão de Alencar Araripe
- Ministério do Interior — Aristides Lobo Cesário Alvim e Tristão de Alencar Araripe
- Ministério da Agricultura, Comércio e Obras Públicas — Demétrio Nunes Ribeiro, Francisco Glicério de Cerqueira Leite e Henrique Pereira de Lucena
- Ministério da Instrução Pública, Correios e Telégrafos — Benjamin Constant

## Gabinete do Governo Constitucional
No Governo Constitucional, o novo gabinete ministerial de Deodoro da Fonseca teve uma redução, passando a ter 7 ministérios:
- Presidente — Deodoro da Fonseca
- Vice-presidente — Floriano Peixoto
- Ministério da Justiça — Henrique Pereira de Lucena e Antônio Luís Afonso de Carvalho
- Ministério da Marinha — Fortunato Foster Vidal
- Ministério da Guerra — Antônio Nicolau Falcão da Frota
- Ministério das Relações Exteriores — Justo Leite Chermont
- Ministério da Fazenda — Tristão de Alencar Araripe e Henrique Pereira de Lucena
- Ministério do Interior — Tristão de Alencar Araripe
- Ministério da Agricultura, Comércio e Obras Públicas — Henrique Pereira de Lucena e João Barbalho Uchôa Cavalcanti

## Política externa

### Reconhecimento internacional
A primeira nação a reconhecer o novo governo foi a Argentina, em 20 de novembro de 1889. Indispostos com o império por suas intervenções militares na região platina, os argentinos promoveram, em Buenos Aires, homenagens especiais à Proclamação da República no Brasil.
Seguiram-se, à Argentina, os demais países hispanófonos da América: Venezuela (em 5 de dezembro), Bolívia (em 2 de dezembro), o Chile (em 13 de dezembro), o Paraguai (em 19 de dezembro), o Peru (em 27 de dezembro), o México (em 27 de janeiro de 1890) e o Equador (em 29 de janeiro).
Os Estados Unidos, nação que os republicanos brasileiros preconizavam como padrão a ser imitado pelo Brasil, retardaram o reconhecimento oficial da república brasileira até 29 de janeiro de 1890. De acordo com seu então presidente Benjamin Harrison, o reconhecimento foi adiado até que fosse comprovado que o novo governo teria apoio popular.
O governo da França quis aproveitar-se do ensejo para conseguir, do Brasil, o reconhecimento de seus supostos direitos sobre o norte do Amapá. Assim sendo, só reconheceu a república brasileira em 20 de junho de 1890.
O Império Alemão reconheceu o governo republicano brasileiro em 29 de novembro de 1890. A Grã-Bretanha aguardou que se promulgasse a nova Constituição, e só em 4 de maio de 1891 o representante diplomático do Brasil foi recebido pela rainha Vitória do Reino Unido.
Até o fim de 1891, a república brasileira estava reconhecida por todas as nações civilizadas. Só a Rússia é que não quis reconhecer o novo regime, senão depois do falecimento de dom Pedro II, por ato de 26 de maio de 1892.

## Política interna

### Economia

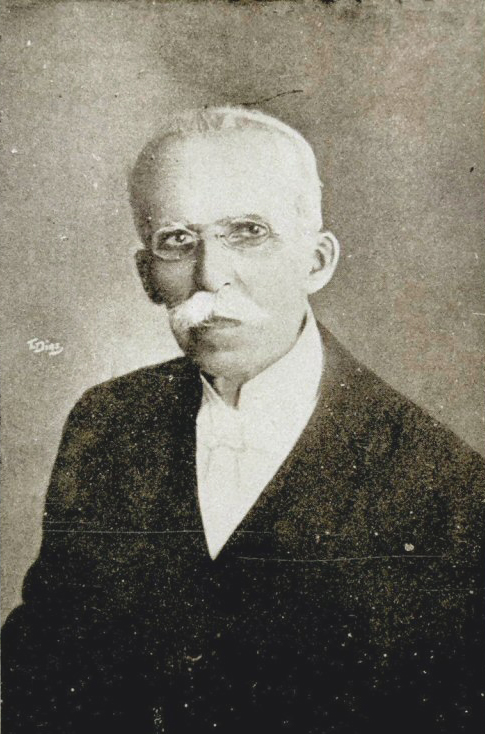
Rui Barbosa, o Ministro da Fazenda de Deodoro da Fonseca

Ao longo do século XIX, o maturamento de inovações tecnológicas nos então países hegemônicos, em especial o desenvolvimento do transporte ferroviário, da iluminação a gás e da navegação a vapor, entre outras, todas ligadas ao processo de industrialização; criaram-se oportunidade para grandes movimentos especulativos, levando a uma aceleração do fluxo de capitais no mundo.
Apesar de um volume considerável de capital nativo ter sido liberado com a proibição do tráfico de escravos em 1850, tendo o Barão de Mauá lançado as bases no país de um moderno sistema financeiro, ao início do período republicano a economia brasileira ainda se via amarrada, entre outras coisas, por uma legislação econômica restritiva, particularmente por dois dispositivos legais: a "Lei das Terras", de 1850, que dificultava o acesso à posse de terras e imóveis por parte de ex-escravos e imigrantes numa situação onde a agricultura era predominante no país, e a "Lei dos Entraves", de 1860, que amarrava o desenvolvimento do mercado de capitais brasileiro, que se tornara à época uma espécie de "feudo cartorial" sob o controle de poucas famílias.
A especulação era comum, pois bancos estrangeiros recebiam para cobrança todas as letras sacadas dos importadores do Rio de Janeiro e compravam as letras dos exportadores (fazendeiros e intermediários agrícolas), e assim usavam suas reservas em ouro para manipular as cotações nas épocas das safras, garantindo grande margens de lucros. Apesar do grande vulto dessas operações, eram desconhecidas seus efeitos por parte do público menos informado, o que não aconteceria nas especulações com ações e debêntures, com oscilações acompanhadas por diversas classes de investidores.
Proposta de mudanças na legislação fundiária, aliás, foi um dos motivos que levaram grandes proprietários de terras e ex-senhores de escravos a apoiar a instauração da República. Pouco antes da Proclamação da República, o governo patrocinou medidas de auxílio à lavoura e firmou um contrato com o Banco Nacional do Brasil, que desencadearam forte especulação. Nesse ambiente político-econômico e social e sob o pretexto de favorecer o processo de industrialização do país, ocorreu o Encilhamento.
A primeira medida governamental dentro do processo, se deu ainda durante a monarquia, sob o comando do Visconde de Ouro Preto, último ministro da fazenda deste período, empossado cinco meses antes da queda do regime, quando foi regulamentada uma nova Lei Bancária em novembro de 1888. Um aquecimento na Bolsa de Valores do Rio de Janeiro que já havia se iniciado em 1886, se acelerou com a abolição da escravatura, mais as medidas implementadas pela nova lei bancária (que entre outras coisas revogava a citada "Lei dos Entraves"), e a proposta de mudanças na lei fundiária ao longo de 1889. Pela lei, três bancos foram autorizados a emitirem bilhetes conversíveis em ouro: Banco Nacional do Brasil, Banco de São Paulo e Banco do Comércio, mas na prática apenas o primeiro exerceu esse direito. O diretor do Banco Nacional era o Visconde Francisco de Figueiredo, que recebera o título nobiliárquico pela ação de distribuição de gêneros a população atingida pela Grande Seca do Nordeste. As ações do banco do Visconde se valorizaram bastante, chegando a serem negociadas com um ágio de 45%. Outros bancos auxiliares também ajudaram a criar um ambiente propício a especulação e atraíram pessoas que nunca antes tinham se envolvido nas negociações com títulos. Junto com o aumento da liquidez, deu-se a introdução de modernos mecanismos financeiros, aumentando a capacidade de alavancagem. A redução na colocação de títulos públicos também abriu espaço para a expansão dos títulos privados.
O Visconde de Ouro Preto tinha decidido pela criação de um grande banco que atuasse como agente regulador do mercado, um Banco Central privado, nos moldes europeus, emprestador de última instância, agente do Tesouro e regulador da liquidez. E foi justamente o fato de ter sido um grande adversário teórico de tal sistema, que credenciou politicamente Ruy Barbosa a ser indicado ministro da fazenda pelos militares que implantariam a república. Ironicamente, ao assumir o cargo com a proclamação da república, colocou em prática tudo o que antes criticara, procurando garantir apoio da burguesia financeira nacional e internacional ao novo regime. Em janeiro de 1890 decreta uma nova lei bancária, incentivado pelas ideias do Conselheiro Francisco de Paula Mayrink, banqueiro nomeado para ser diretor do Banco dos Estados Unidos do Brasil. Sem sequer consultar o presidente da república, assinou a lei na calada da noite, gerando escândalo que seria o primeiro de uma série até sua saída do ministério. O Decreto de 17.01.1890 buscava satisfazer a expansão da indústria, agricultura e comércio criando um sistema emissor que se baseava em lastreamento por Apólices da Dívida Pública (em escritos posteriores, Ruy Barbosa citou o Primeiro-Secretário do Tesouro da República dos Estados Unidos Alexander Hamilton como influência para as ideias contrárias à vinculação dos meios de pagamentos ao vulto das exportações e outras, de ideologia metalista). Também foram criados bancos emissores regionais.

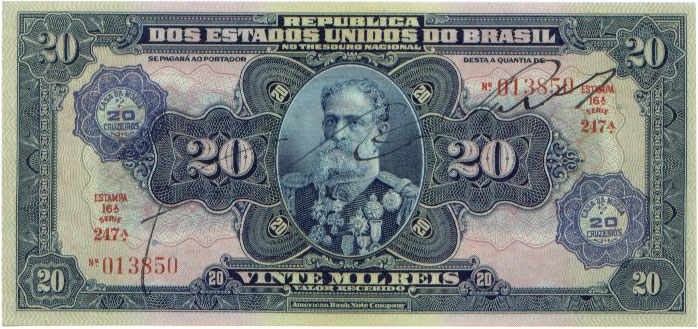
Nota de 20 mil réis de 1925, o Réis foi a moeda vigente no Brasil até 1942

Isto não impediu, entretanto que a nova lei fosse sancionada, apesar do protesto e oposição de ministros como o Ministro da Marinha Eduardo Wandenkolk que se demitiu, da Agricultura Demétrio Ribeiro e o Ministro da Justiça Campos Salles que, prevendo as consequências das medidas, conseguiu em uma reunião do gabinete de 31 de janeiro, aprovar três emendas e que fosse permitido um banco regulador independente só para São Paulo.. O Ministério da Justiçalegislava sobre a Junta do Comércio e Campos Salles também interveio na ação da Corporação dos Corretores, aprovando o Decreto nº 822 de 18.10.1890 que trazia restrições para os profissionais.

### A Crise

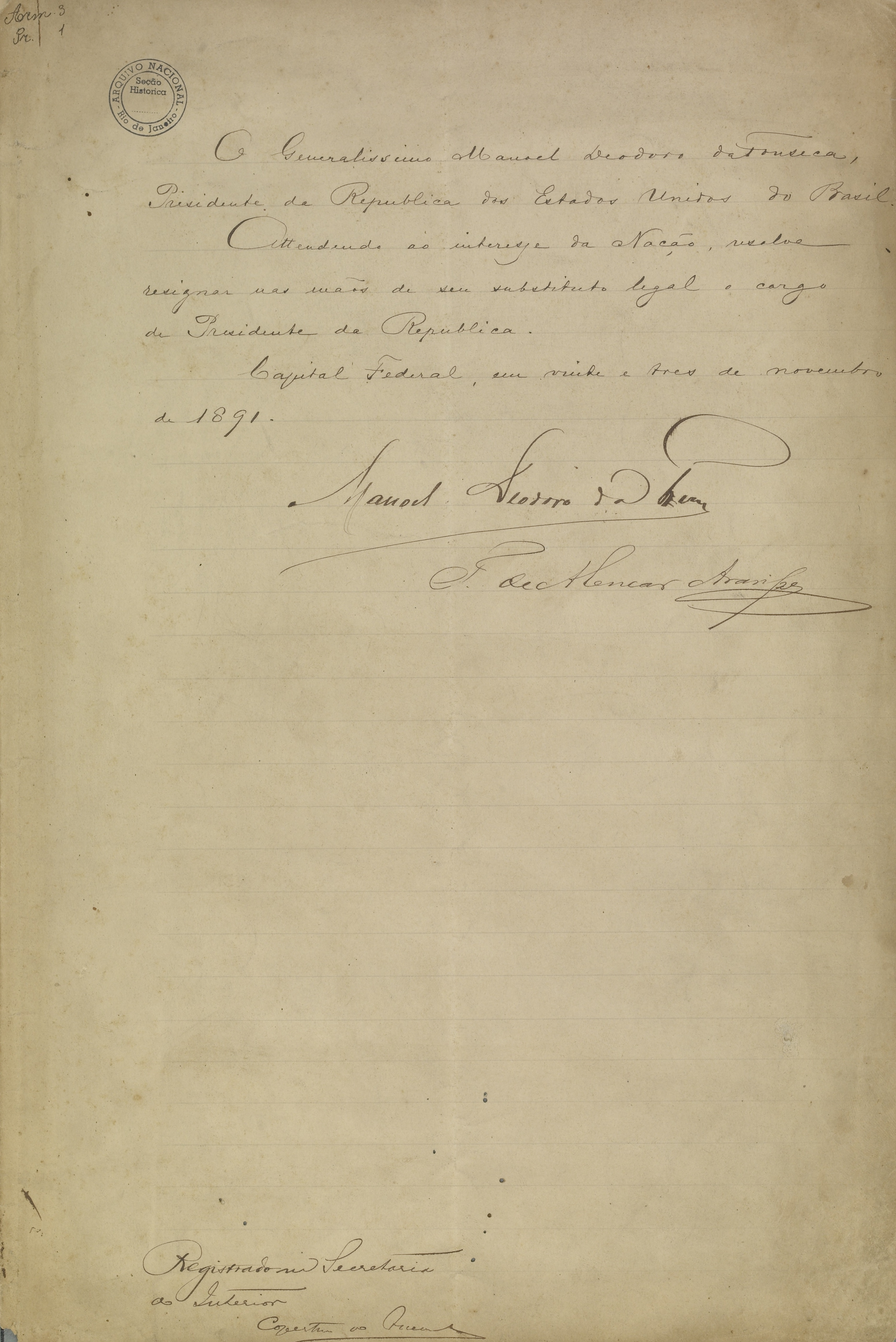
Renúncia de Deodoro da Fonseca (Arquivo Nacional).

Abriram-se várias linhas de crédito para investimentos produtivos e em bolsas de valores, aumentaram em muito os bancos emissores, fazendo que crescesse em demasia a oferta monetária, sem que se preocupasse com o lastro-ouro, ocasionando, assim, inflação e o fenômeno conhecido como moeda-podre ou desvalorização monetária. Além da alta inflacionária, o surto especulativo nas bolsas de valores decorrente da política econômica refletiu-se no fechamento de várias empresas e, por conseguinte, uma recessão na economia, além da sonegação fiscal, isto é, aquisição de empréstimos para outros fins, geralmente de interesse pessoal, e venda de ações das empresas-fantasmas (que não foram abertas com o capital requisitado).
Ruy Barbosa foi o principal responsável pelo encilhamento. A "má-fé emissiva" de títulos privados foi um desastre, devido à leniência da nova lei bancária que permitia aos agentes emissores autorizados pelo governo agirem livremente, sem qualquer vigilância ou punição oficial. Tais emissões se davam quando uma empresa se lançava ao mercado de capitais sem sólidos fundamentos econômicos, e sempre que necessitava de mais dinheiro, simplesmente lançava novas subscrições. O investidor que não subscrevesse os novos lançamentos, perdia os direitos à subscrição e ao que já havia pago anteriormente.
Como na época, não havia mercado secundário para os papéis das empresas na bolsa carioca e a nova lei amarrava a negociação dos mesmos aos seus valores nominais, impedindo oscilação oficial que possibilitasse às partes tentar (via quedaou aumento nas cotações) tanto minimizar prejuízos, quanto maximizar lucros; tal entrave além de restringir a negociação dos títulos ao mercado de balcão, congestionando-o, levou no mercado normal a um encalhe das novas emissões, inviabilizando as empresas lícitas e causando perda total à maioria dos investidores. Em vez de financiar a indústria e o desenvolvimento, o processo provocou um dos piores surtos inflacionários da história do país, enquanto a economia brasileira sofria violento "colapso".
O ato final do encilhamento se iniciou em decorrência da onda de choque financeira provocada pelo default dos títulos da dívida argentina e do 1º colapso do Banco Baring Brothers, a partir de setembro de 1890, conhecido internacionalmente como o "Pânico de 1890". Em 1891 houve uma grande confusão em torno das debêntures da Companhia Geral das Estradas de Ferro. Houve publicidade em torno das garantias dadas aos títulos por uma operação legal com banqueiros ingleses da Morton & Rose. A grande demanda por esses ativos levou a Companhia ao debacle, provocando uma liquidação forçada dos títulos. O acontecimento gerou uma quebra de confiança e pânico no mercado de títulos. As intervenções federais para frear a especulação resultou numa greve de três dias dos corretores da Bolsa de Valores contra uma cobrança da taxa de 3% sobre o valor das ações (Decreto nº 1.362 de 14.02.1891, que acabou sendo revogado pelo Decreto nº 1.386 de 20.02.1891). Temendo novas medidas, os investidores passaram a vender os papéis que eram proprietários. Apenas os títulos do Banco do Brasil, Banco Rural, Banco Comercial, Banco do Comércio, Banco de Depósitos e Descontos, Companhias São Cristóvão e Jardim Botânico obtiveram compradores. A situação piorou ao máximo com problema dos papeis da Companhia Geral das Estradas de Ferro.
Em 20 de janeiro de 1891, Ruy Barbosa deixou o cargo de ministro da Fazenda, para dirigir companhias que haviam sido criadas durante o encilhamento e das quais era sócio junto ao Conselheiro Mayrink. O Marechal Deodoro da Fonseca renunciaria em 23 de novembro do mesmo ano, sob iminente ameaça de deposição pelos republicanos, representados pelo vice-presidente Marechal Floriano Peixoto, que assume "naturalmente" a presidência.
O resultado foi catastrófico. A inflação no Brasil passou de 1,1% em 1889 para 89,9% em 1891, já que a emissão de moeda não foi acompanhada do fortalecimento de seu lastro, uma quantidade em ouro que sustentasse essa emissão, de acordo com as diretrizes econômicas financeiras do capitalismo naquele momento. A especulação na Bolsa também cresceu, gerando posteriormente uma série de falências. Essa crise econômica ficou conhecida como Encilhamento, devido ao fato da palavra se referir ao local em que os cavalos de corrida se preparam antes dos páreos, no momento em que são feitas as apostas.